# Chiesa di Santa Margherita (Albenga)
La chiesa di Santa Margherita d'Antiochia è un luogo di culto cattolico situato nella frazione di Lusignano, in via Enrico Riva, nel comune di Albenga in provincia di Savona. La chiesa è sede della parrocchia omonima del vicariato di Albenga della diocesi di Albenga-Imperia.

## Storia e descrizione

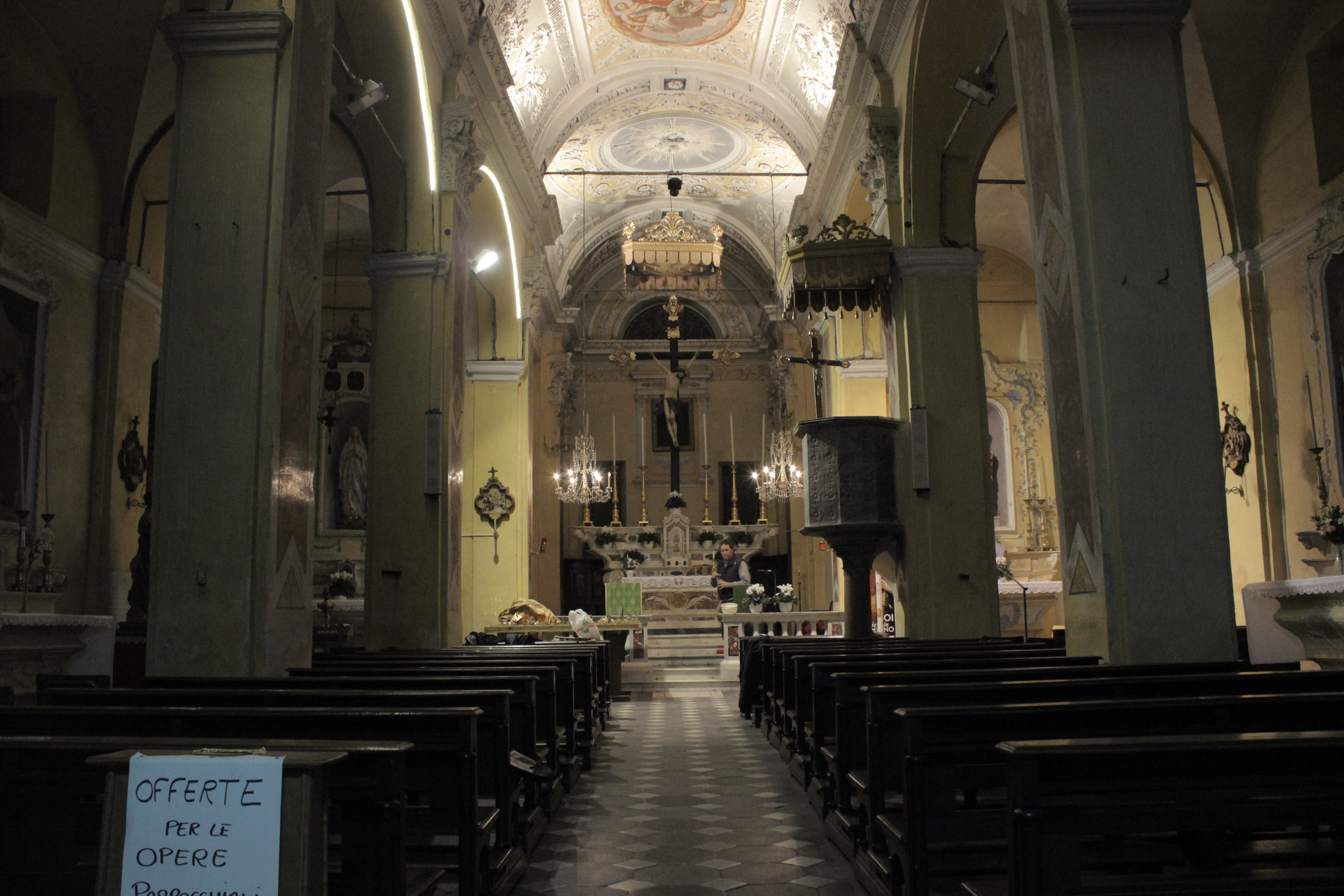
L'interno della parrocchiale

Nel 1402, papa Bonifacio IV delegò ad Antonio Sismondi, detto "de Ponte" il beneficio di Santa Margherita di Lusignano. Il 9 febbraio 1430 la chiesa ricevette un nuovo prete per la cura d'anime, fu l'ultimo atto dei due vicari del governo provvisorio della diocesi di Albenga, il giorno dopo si insediò ad Albenga il nuovo vescovo Matteo Del Carretto. Il battistero arrivò sotto la cura vescovile di Napoleone Fieschi il 14 ottobre 1460, con l'obbligo di 10 soldi da versare all'arciprete; tale permesso verrà in seguito ritirato senza spiegazioni.
Raggiunse la nomina al titolo parrocchiale grazie a monsignor Giacomo Gambarana, che concedette il fonte battesimale al rettore il 1º giugno 1523, sempre con l'obbligo di pagare 10 soldi all'anno all'arciprete della cattedrale ingauna di San Michele Arcangelo, con l'obbligo di servire in cattedrale il Sabato santo, alla vigilia della pentecoste, e nella ricorrenza del patrono san Michele Arcangelo.
Dal 1598 la chiesa patronale venne sottoposta al giuspatronato della famiglia albenganese Cepolla.
Nel 1629-1630 gli abitanti decisero di ampliare la chiesa parrocchiale con un "maestoso choro a mezzogiorno". La bassa facciata venne tripartita verticalmente e venne conservato il campanile del XVI secolo. Ampliata nei successivi secoli, con un grande modifica in età barocca, il soffitto è decorato con un bassorilievo che sarebbe dovuto terminare con grani d'oro nella parte vicina all'altare, simbolo che per una guerra o per una carestia non si riuscì a terminare l'opera.
All'interno sono conservate la statue processionali di San Bartolomeo Apostolo e di Santa Margherita d'Antiochia realizzate da Antonio Brilla a metà del XIX secolo. È presente una statua di San Bartolomeo del XVI secolo. All'interno della chiesa sono conservati quattro dipinti e un ciclo di quadri della Via Crucis. Sull'altare è presente un crocifisso.
La chiesa è a pianta latina con tre navate con un altare maggiore di cui dietro il coro. La facciata è stata restaurata negli anni novanta del XX secolo.